# Courtelevant
Courtelevant es una comuna francesa situada en el departamento del Territorio de Belfort, de la región de Borgoña-Franco Condado.
Los habitantes se llaman Courtelevanais.

## Geografía
Está ubicada a 20 km al sureste de Belfort, cerca de la frontera con Suiza.

## Demografía
| 229 | 217 | 294 | 337 | 353 | 375 | 434 | 431 |
| Para los censos de 1962 a 1999 la población legal corresponde a la población sin duplicidades (Fuente: INSEE [Consultar]) |     |     |     |     |     |     |     |